# Séloniens
Cet article concerne le peuple sélonien. Pour la langue sélonienne, voir Sélonien.
Les Séloniens sont un peuple balte qui habitait en Sélonie, une région intermédiaire entre les régions ethnographique lettones de la Courlande et la Sémigalie d'une part et la Latgale et de la Vidzeme d'autre part.
Lors du recensement letton de 2000, 2 300 personnes se sont déclarées séloniennes. 